# Erik Larsen
Erik J. Larsen (Minneapolis, 8 dicembre 1962) è un fumettista e editore statunitense.
È noto come cofondatore della casa editrice indipendente Image Comics (1992), di cui è tuttora partner e della quale è stato l'editore tra il 2004 e il 2008 mentre ora ne è il direttore finanziario. Ha pubblicato i suoi lavori per la Image Comics con il proprio marchio Highbrow Entertainment, in cui compaiono anche i fumetti del suo personaggio più celebre e longevo, Savage Dragon, del quale sta realizzando ininterrottamente dal 1993 una serie regolare.
Ha debuttato come autore professionista negli anni ottanta sulla serie Megaton e, grazie a Jim Shooter, ha poi ottenuto il suo primo lavoro per una grande casa editrice, la Marvel Comics, dove si è distinto per le sue storie dell'Uomo Ragno e con la quale torna saltuariamente a collaborare. Ha lavorato anche per la AC Comics e la DC Comics.